# Var (mitologia)
Var – w mitologii nordyckiej bogini, która słucha przysiąg składanych sobie wzajemnie przez mężczyzn oraz kobiety i uświęca akt zawarcia małżeństwa. Jedna z Asynij. Jej imię w języku staronordyjskim pierwotnie oznaczało „Zakochana”, lub „Ukochana”, a później „Poręka”, „Umowa”, albo „Ślub”. Var została opisana w Eddzie poetyckiej i Eddzie młodszej. „W imię Var” udzielano prawnych ślubów. Parę narzeczonych poświęcano zaś młotem, określanym jako „ręka Var”. W części pierwszej Eddy Młodszej „Omamianie Gylfiego”, autor wspomina, że Var zemści się na kochankach, którzy składają wobec siebie fałszywe przysięgi. 
W „Pieśni o Thrymie”, jednej z najpóźniejszych pieśni Eddy poetyckiej, król olbrzymów pragnąc poślubić Freję (za którą przebrany był Thor), wygłasza słowa, które wraz z położeniem młota na łonie oblubienicy, dopełniają aktu małżeństwa:

Rzekł wtedy Thrym, Thursów król:
 „Przynieście młot, by zaślubić nim pannę”
 Złóżcie Mjöllnira na łonie dziewicy,
 Dajcie nam prawny ślub w imię Wary!